# 美孚站
美孚站（英語：Mei Foo Station），舊稱茘灣站（英語：Lai Wan Station），是一個位於香港九龍深水埗區荔枝角美孚新邨與荔枝角公園，屬於港鐵荃灣綫與屯馬綫的轉乘車站，名稱取自車站附近的美孚新邨。

## 車站構造

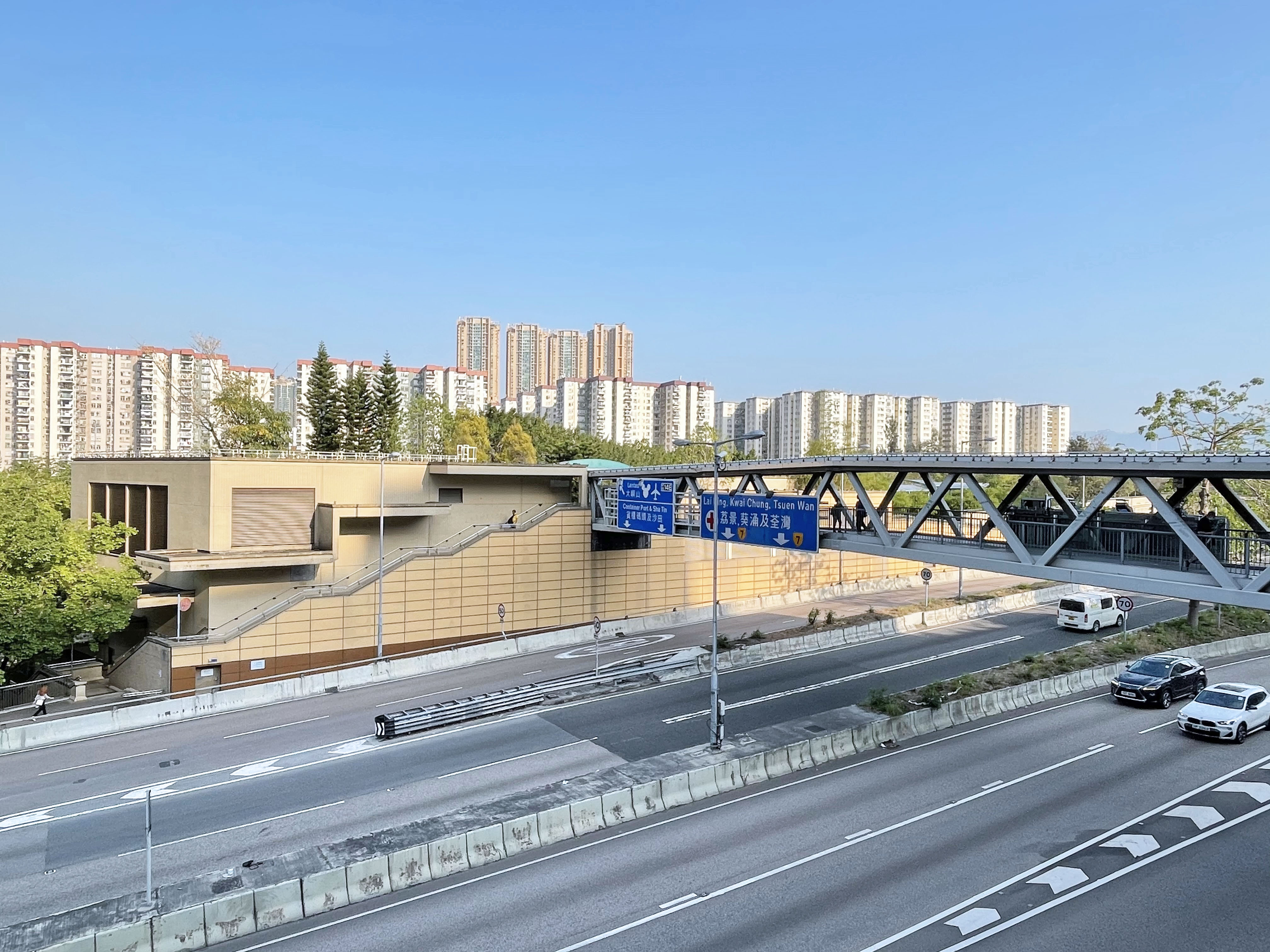
屯馬綫車站建築外觀（2021年4月）

整個美孚站可分為荃灣綫及屯馬綫兩個部分：其中在1982年啟用的荃灣綫大堂及月台位於美孚新邨萬事達廣場地底，分別位於L2、L3層，而L1層是通往屯馬綫大堂的通道。這條通道伸延至位於荔枝角公園的地面出入口，並與屯馬綫大堂連接；而在2003年啟用的屯馬綫（當時為九廣西鐵）大堂及月台則位於荔枝角公園內。而兩個大堂皆設有票務設施及商店。
美孚站採用藍色為主色調，因為車站有別於鄰近均用紅色主題的茘景站與茘枝角站，其採色是基於同一路線相連車站不會使用同一基本顏色的概念，以免乘客混淆。

### 樓層
| 側式 · 開左邊车门 |   |                        |   |  |
|                   |   | 屯馬綫往烏溪沙（南昌） | 2 |  |
|                   | 1 | 屯馬綫往屯門（荃灣西） |   |  |
| 側式 · 開左邊车门 |   |                        |   |  |

|                   |   | 荃灣綫往中環（茘枝角） | 2 |  |
| 島式 · 開右邊车门 |   |                        |   |  |
|                   | 1 | 荃灣綫往荃灣（茘景）   |   |  |

### 大堂
美孚站分別設有荃灣綫大堂及屯馬綫大堂兩部分，並設有行人隧道連接兩個大堂。其後因兩鐵合併，行人隧道大部分範圍被納入收費區，以方便轉乘兩條路綫的乘客。
在荃灣綫大堂及轉乘通道（近屯馬綫大堂）設有不同類型的商店及自助服務設施等。此外，屯馬綫大堂及轉乘通道均設有香港郵政郵箱，而「數碼服務站」亦設於屯馬綫大堂付費區內。
- 荃灣綫大堂（2021年6月）
- 屯馬綫大堂（2021年6月）
- 屯馬綫大堂轉乘通道設有多間商店（2021年6月）
- 荃灣綫轉乘行人隧道（2021年6月）

#### 付費通道使用核准機
美孚站G出口因車站設計關係，其非付費區一直未能與站內其他非付費區貫通，居住於鄰近G出口一帶的居民欲要前往美孚新邨或萬事達廣場一帶，若要取道車站通道就必須支付港鐵車資，不然只能離車站繞道而行，造成不便。
後來港鐵於2017年1月在車站內增設兩台「付費通道使用核准機」，讓使用八達通的居民能夠免費經車站付費區往返車站的不同出入口，只要以八達通拍卡，在20分鐘內出閘便不會被收取任何費用。
- 付費通道使用核准機（2018年1月）

### 月台
美孚站設有四個月台，其中荃灣綫採用一座島式月台排列，而月台支柱及牆壁均以湛藍色紙皮石點綴；至於屯馬綫則採用兩個側式月台，而月台牆壁上亦設有水墨畫設計。而所有月台均已裝設月台幕門。
另外，位於屯馬綫1號月台的西側設有預留管道供未來同屬西部走廊鐵路的港口鐵路線之貨運列車使用，但由於港鐵貨運業務已停止營運，故此該管道使用機會渺茫。
- 荃灣綫1、2號月台（2024年5月）
- 屯馬綫1號月台（2024年5月）
- 屯馬綫2號月台（2024年5月）
- 屯馬綫月台牆壁的水墨畫設計（2021年6月）

### 出入口
美孚站出入口主要位於美孚新邨及荔枝角公園內，而部分出入口亦鄰近公共運輸交匯處以及巴士站。
|                                                           |                      | |      |
|                                                           |                      | |      |
| 編號                                                      | 指示                 | 建議前往的目的地 | 圖片 |
| 荃灣綫大堂                                                |                      | |      |
| 出口 · A · 盲道标志 · 升降机标志                          | 百老滙街             | 百老滙街、美孚巴士總站、吉利徑、地利亞英文小學暨幼稚園、地利亞修女紀念學校（百老匯）、地利亞修女紀念學校（吉利徑）、孚佑堂、九巴總部、嶺南之風、曼克頓山、美孚廣場、美孚新邨（第二至四期、第八期）、保良局唐乃勤初中書院、寶輪街、深水埗區議會仁愛堂美孚鄰舍活動中心、月輪街 |      |
| 出口 · A · 盲道标志 · 升降机标志                          | 百老滙街             | 百老滙街、美孚巴士總站、吉利徑、地利亞英文小學暨幼稚園、地利亞修女紀念學校（百老匯）、地利亞修女紀念學校（吉利徑）、孚佑堂、九巴總部、嶺南之風、曼克頓山、美孚廣場、美孚新邨（第二至四期、第八期）、保良局唐乃勤初中書院、寶輪街、深水埗區議會仁愛堂美孚鄰舍活動中心、月輪街 |      |
| 出口 · B                                                  | 萬事達廣場           | 萬事達廣場、播道神學院、佳寶幼稚園、文化旅館·翠雅山房、香港大學專業進修學院、饒宗頤文化館、美孚社區會堂、美孚政府綜合大樓、美孚新邨第六期、蘭秀道、保良局唐乃勤初中書院、香港小童群益會                                                                                      |      |
| 出口 · C · 1 · 扶手电梯标志                               | 荔灣道               | 中華基督教會基真小學、荔枝角政府合署、曉峰豪園、荔灣花園、荔枝角公園、荔枝角公園體育館、荔枝角公園游泳池、荔灣道、盈暉臺、盈暉薈、荔枝角公共圖書館、華豐園、華荔邨、荔欣苑                                                                                                   |      |
| 出口 · C · 2 · 无障碍通道标志 · 轮椅升降台标志            | 荔灣道               | 恒柏街、茘灣街市、美孚新邨（第一期、第五期、第七期）、萬事達廣場、蘭秀道 |      |
| 出口 · E · 盲道标志 · 无障碍通道标志 · 升降机标志         | 荔灣道               | 荔灣道、萬事達廣場 |      |
| 轉乘通道                                                  |                      | |      |
| 出口 · D · 盲道标志 · 无障碍通道标志                      | 荔枝角公園（荔灣道） | 荔枝角政府合署、荔枝角公園（荔灣道）、荔枝角公園體育館、荔枝角公園游泳池、郵政局、荔枝角公共圖書館、復康穿梭巴士站 |      |
| 屯馬綫大堂                                                |                      | |      |
| 出口 · F · 盲道标志 · 无障碍通道标志                      | 荔枝角公園           | 荔枝角公園、曉峰豪園、清麗苑、荔灣花園、荔景山路、盈暉臺、瑪嘉烈醫院、葵涌醫院、華豐園、華荔邨、荔欣苑、中華基督教會基真小學 |      |
| 往平台花園                                                |                      | |      |
| 出口 · G · 扶手电梯标志                                   | 荔景山路             | 荔景山路、中華基督教會基真小學、曉峰豪園、清麗苑、葵涌醫院、荔灣花園、荔欣苑、盈暉臺、盈暉薈、瑪嘉烈醫院、華豐園、華荔邨 |      |
| 註： 設有 \| 設有 \| 設有 \| 設有輪椅升降台 \| 設於同一層 |                      | |      |

### 車站藝術
美孚站設有一組藝術品，位於荃灣綫轉綫行人隧道內。
| 美孚站藝術品概覽 | 美孚站藝術品概覽 | 美孚站藝術品概覽 | 美孚站藝術品概覽   | 美孚站藝術品概覽 | 美孚站藝術品概覽 |
| 圖片             | 藝術品           | 藝術家           | 位置               | 完成日期         |                  |
| ---------------- | ---------------- | ---------------- | ------------------ | ---------------- | ---------------- |
|                  | 《美孚今昔》     | 吳炫樺（香港）   | 荃灣綫轉綫行人隧道 | 2003年11月       |                  |

## 接駁交通
美孚站同時提供接駁西九龍發展區及荔景山路一帶的交通服務。站旁荔枝角大橋下有美孚巴士總站及小巴站，大橋兩旁亦有多條巴士線的中途站。另外，九龍專線小巴81K線與港鐵提供轉乘優惠；而鄰近美孚站的盈暉薈亦設有適用於該站的港鐵特惠站，為使用成人八達通的乘客享有港幣2元的車資折扣。

## 歷史

### 命名及啟用
美孚站在建造及通車時名為茘灣站（英語：Lai Wan Station），名稱來自荔枝角灣，車站於1982年5月17日隨荃灣綫全綫通車而啟用，而車站承建商為熊谷組株式會社。後來荔枝角灣因填海而消失，而因車站較近美孚新邨，於1985年5月31日港島綫通車時一併改名。

### 九廣西鐵／西鐵綫
隨著九廣西鐵在2003年通車，西鐵美孚站啟用，而九廣西鐵車站部分的承建商為基亞－亞太建設聯營；而當時由前地鐵美孚站連接九廣西鐵車站的轉乘通道以及D出口亦同時啟用。而轉乘通道同樣由熊谷組株式會社負責興建。由於要上跨既有的地鐵隧道，新車站須佔用荔枝角公園的空間興建，故亦曾遭部分市民強烈反對。而當時兩鐵的美孚站並不如同南昌站的形式視為同一車站管理，兩站的分界位於轉乘通道近D出口的位置。

### 兩鐵合併
兩鐵合併於2007年12月2日實施，港鐵公司將原有分別為地鐵荃灣綫與九廣西鐵的兩個美孚站合併為同一車站管理，並將九廣西鐵改稱西鐵綫。由於舊有車站出入口編號出現重疊的情況，故港鐵公司於合併後重新編配出入口的字母，西鐵綫大堂的A－C出口更改為D、F及G出口，以免乘客混淆。此外相關指示牌及通告亦相應更改。
而在兩鐵合併後初期，單程票、轉乘閘機及轉乘通道尚未統一，因此港鐵公司為美孚站進行一系列的車站改善工程，以便拆除轉乘閘機、重新劃分收費區及加建升降機等工作，並於2008年9月28日的「統一單程車票系統」試用期間正式將荃灣綫及西鐵綫的付費區合併。由當天起乘客往返兩綫月台時毋須在中途出入閘，而原有連接C2出口的升降機須被納入付費區，而其地面出入口亦加設票務設施及以欄杆分隔付費區／非付費區，並且將升降機出入口編名為「E出口」。而於系統完成測試後，全數轉綫閘機已被移走。
至於轉乘通道只以欄杆分隔付費區及非付費區，而港鐵公司亦於車站的D出口位置加設4部原先於西鐵綫大堂使用的出入閘機（兩部為一般閘機，另外兩部為闊閘機）、單程車票售票機、八達通查閱機以及八達通增值機（各一部）；。

### 反修例示威者破壞事件

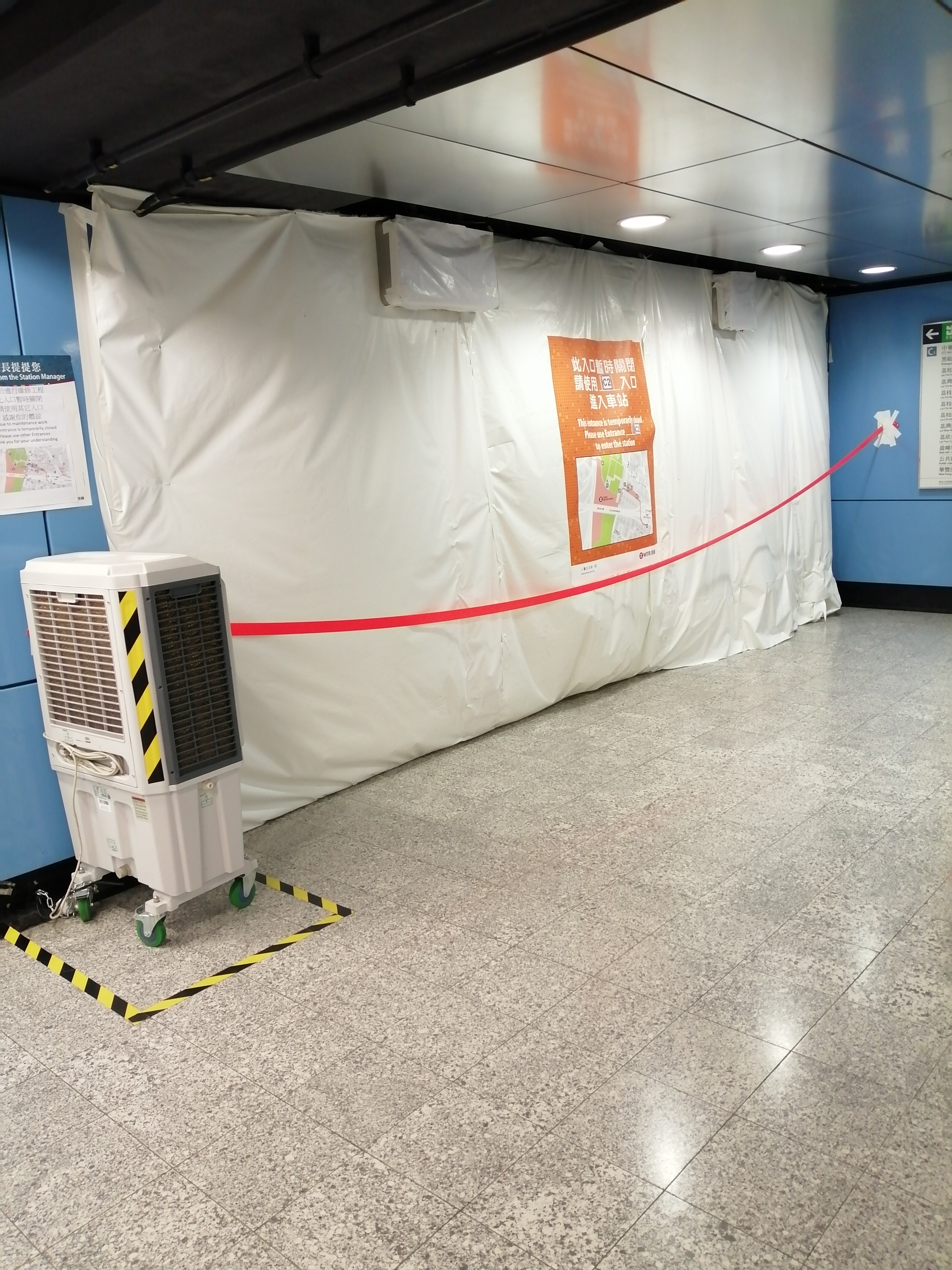
美孚站遭到破壞的C1出口

- 2019年10月5日反修例示威期間，有示威者破壞美孚站C2出口的玻璃，並毁壞出入口鐵閘[14]。

### 加建A出口升降機
2008年，多個建制組織包括經民聯、西九新動力的立法會、區議員議員以及社區幹事一直爭取於美孚站A出口加設無障礙設施。然而相隔近10年後，港鐵才在2018年2月表示會增設升降機連接大堂及A出口，並於2019年下半年開始動工，而工程已於2024年5月完成。

## 外部連結
- 港鐵公司－美孚站街道圖 （页面存档备份，存于）
- 港鐵公司－美孚站位置圖 （页面存档备份，存于）
- 港鐵公司－美孚站列車服務時間 （页面存档备份，存于）